# Clara Viebig

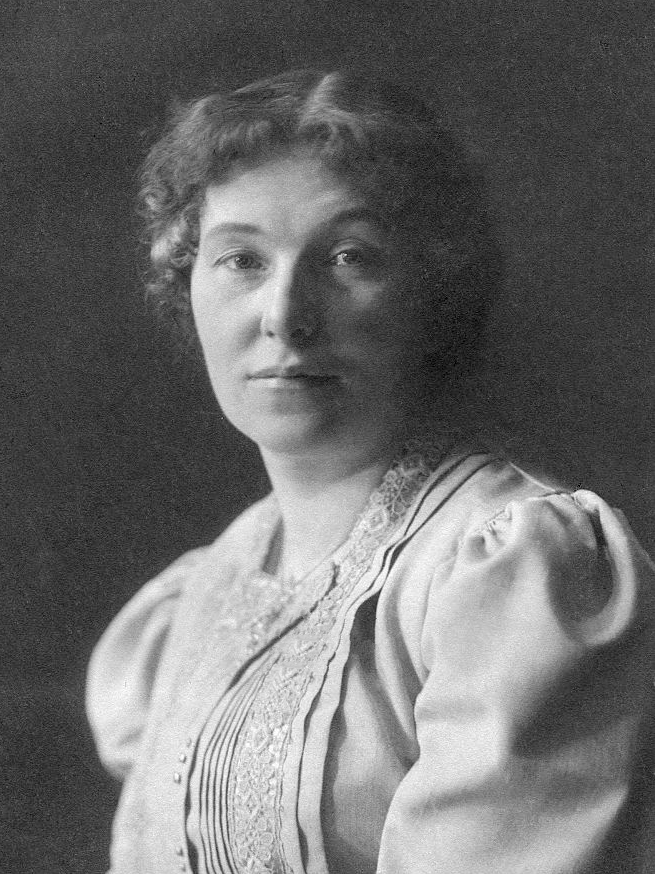
Viebig fotografiada per Nicola Perscheid l'any 1906.

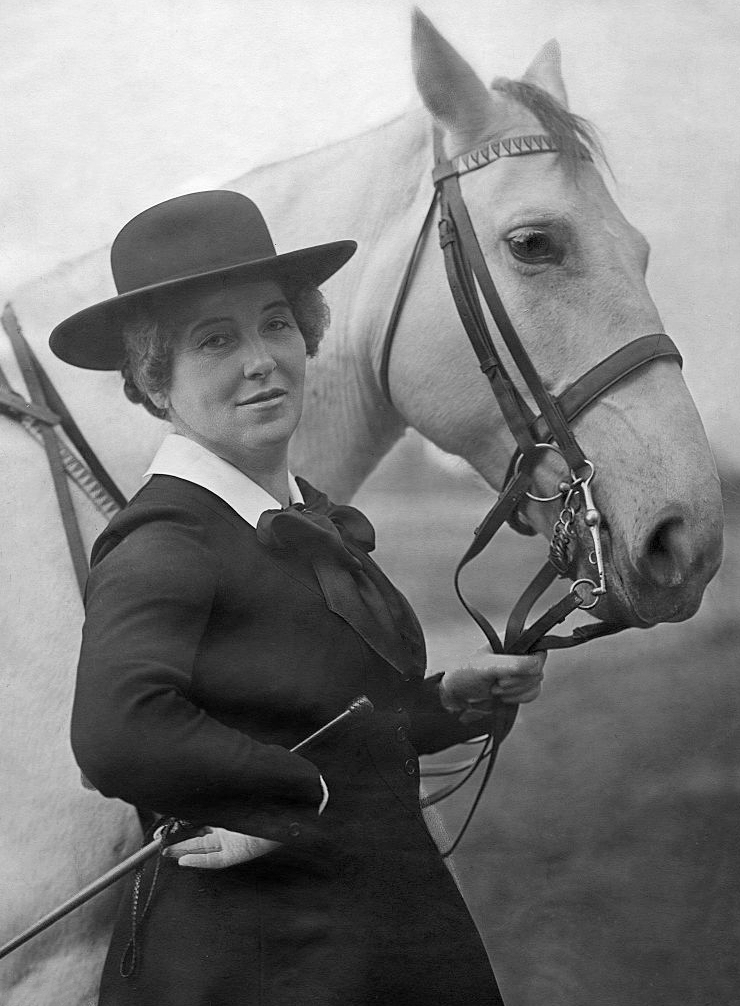
Viebig fotografiada per Nicola Perscheid l'any 1912.

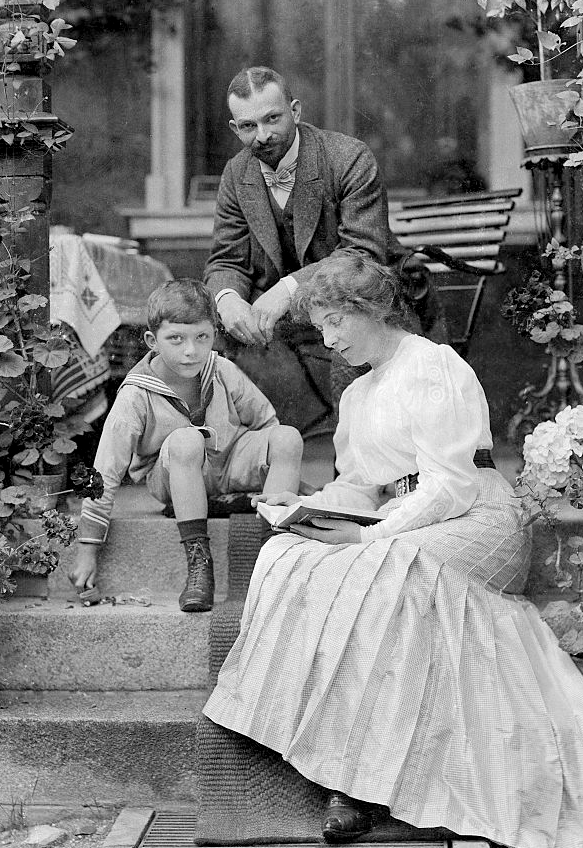
Viebig amb el seu marit Friedrich Theodor Cohn i el seu fill Ernst l'any 1906.

Clara Emma Amalia Viebig (Trèveris, 17 de juliol de 1860 – Berlín, 31 de juliol de 1952) fou una escriptora alemanya. La seva obra recull sovint la problemàtica de les dones rurals per tal com depenen de la natura i de la societat. En destaquen els reculls de novel·les Kinder der Eifel (‘Infants de l'Eifel', 1897) i Das Weiberdorf (‘El poble de les dones', 1900). Perseguida pels nazis, visqué exiliada al Brasil entre els anys 1937 i 1942.

## Vida
Viebig va néixer a la ciutat alemanya de Tréveris, filla d'un funcionari prussià. Als vuit anys el seu pare va haver de canviar de localitat per motius de feina, de manera que tota la família es va traslladar a Düsseldorf, on va assistir a escola. Retornava sovint a la seva ciutat, al riu Mosel·la i el seu entorn, on passejava. Quan el seu pare va morir, va ser enviada a viure amb uns parents a Posen. Als vint anys, Clara Viebig es va traslladar a Berlín amb la seva mare. Hi va anar per estudiar música i va assistir a l'escola de cant, però es va començar a encaminar cap a una carrera literària.
Al 1894 va començar a publicar –inicialment amb el pseudònim C. Viebig, com li demanà la família, per ocultar la seva identitat de dona; va començar una brillant carrera com a escriptora i les seves obres tingueren una gran acceptació.
Després del seu matrimoni amb l'editor jueu Fritz Theodor Cohn (un soci dins l'empresa de Fontane and Company, més tard anomenada Egon Fleischel and Company) l'any 1896, va viure gairebé sempre a Berlín i els seus suburbis (Schöneberg, Zehlendorf).

## Obres

### Novel·les
- Dilettanten des Lebens, 1897 (online copy)
- Rheinlandstöchter, 1897
- Vor Tau und Tag, 1898
- Dilettanten des Lebens, 1899 (online copy)
- Es lebe die Kunst, 1899
- Das Weiberdorf, 1899 (online copy)
- Das tägliche Brod, 1900
  - English edition: Our Daily Bread, 1909 (online copy)
- Die Wacht am Rhein, 1902 (online copy)
- Vom Müller Hannes, 1903
- Das schlafende Heer, 1904 (online copy)
  - English edition: The Sleeping Army, 1929
- Einer Mutter Sohn, 1906 (online copy)
  - English edition: The Son of his Mother, 1913 (online copy)
- Absolvo te!, 1907
  - English edition: Absolution, 1908 (online copy)
- Das Kreuz im Venn, 1908 (online copy)
- Die vor den Toren, 1910
- Das Eisen im Feuer, 1913
- Eine Handvoll Erde, 1915 (online copy)
- Töchter der Hekuba, 1917
  - English edition: Daughters of Hecuba, 1922
- Das rote Meer, 1920
- Unter dem Freiheitsbaum, 1922 (online copy)
- Menschen und Straßen, 1923
- Die Passion, 1925
- Die goldenen Berge, 1928 
  - English edition: The Golden Hills, 1928
- Charlotte von Weiß, 1929
- Die mit den tausend Kindern, 1929 
  - English edition: The woman with a thousand children, 1930
- Prinzen, Prälaten und Sansculotten, 1931
- Menschen unter Zwang, 1932
- Insel der Hoffnung, 1933
- Der Vielgeliebte und die Vielgehaßte, 1935

### Relats curts
- Kinder der Eifel, 1897 (online copy)
- Vor Tau und Tag, 1898
- Die Rosenkranzjungfer, 1900
- Die heilige Einfalt, 1910
- Heimat, 1914
- West und Ost, 1920
- Franzosenzeit, 1925

### Guions
- Barbara Holzer, 1896
- Die Pharisäer, 1899 (online copy)
- Kampf um den Mann, 1903 (online copy)
- Das letzte Glück, 1909
- Pittchen, 1909